# عبد الله البقمي
عبد الله بن محمد بن عبد الوهاب بن عثمان بن زاحم بن محمد بن حسن بن سلطان بن زاحم آل فضل المرزوقي البقمي المعروف بالشيخ عبد الله الزاحم، إمام وخطيب المسجد النبوي ورئيس محاكم منطقة المدينة المنورة.

## المولد والنشأة
ولد في بلدة القصب عام 1350 هـ، وعاش في كنف والده الشيخ محمد بن عبد الوهاب الزاحم الذي كان حافظاً للقرآن الكريم وإماماً لأحد مساجد البلدة. وقد توسم فيه والده خيراً فحرص على تعليمه وأدخله في الكُتّاب عند الشيخ عبد العزيز بن محارب ثم عند الشيخ المقرئ عبد العزيز بن علي بن عوجان البقمي، وحفّظه أبوه من قصار المفصل حتى وصل إلى سورة طه ثم توفي والده عام 1362 هجري.
أكمل رعايته «بعد وفاة والده» عمه الشيخ عبد الله بن عبد الوهاب بن زاحم البقمي في المدينة المنورة، فألحقه بالمدرسة المحمودية الابتدائية بالمدينة وأكمل حفظ القرآن ثم التحق بالمعهد العلمي بالرياض عام 1371 هجري ثم التحق بكلية الشريعة عند افتتاحها وتخرج منها عام 1378 هجري. ومن طلابه القاضي الشيخ محمد بن عبدالله السياري رحمه الله.

## المناصب
- قاضياً في مدينة حائل من عام 1378 هجري.
- مساعداً لرئيس محاكم المدينة المنورة الشيخ عبد العزيز بن صالح الصالح وذلك عام 1389 هجري.
- إماماً وخطيباً للمسجد النبوي الشريف من عام 1389 هجري.
- عضواً في مجلس الإشراف على التدريس في المسجد النبوي الشريف من عام 1389 هجري.
- عُين رئيساً لمحاكم المدينة المنورة من عام 1415 هجري. [2]

## المؤلفات
للشيخ عبد الله الزاحم مؤلفات عديدة منها:
- فضل العلم والقضاء.
- مجموعة خطب أعدها وألقاها على منبر رسول الله صلى الله عليه وآله وسلم.
- رسالة عن فضل المدينة المنورة.
- تراجم قضاة المدينة المنورة.
- رسالة في حكم الخمر والزنا.

## الوفاة
توفي الشيخ عبد الله الزاحم في المدينة المنورة بتاريخ 3 / 11 / 1423 هجري عن عمر يناهز 73 عاماً، ودفن في البقيع بجوار المسجد النبوي الشريف.